# Marguerite-Julie-Antoinette Houdon
Pour les articles homonymes, voir Houdon.
Marguerite-Julie-Antoinette Houdon née à Paris en 1771 et morte le 22 avril 1795 à Paris, est une peintre française du XVIIIe siècle.

## Biographie
Marguerite-Julie-Antoinette Houdon est la fille du tapissier Francois Houdon et Marguerite Magnié.
Il est probable qu'elle ait été l'élève d'Élisabeth Vigée Le Brun et Jean-Baptiste Greuze.
Elle se marie avec Dominique Lenoir, courtier de change et artiste le 3 janvier 1790 et ils habitent rue du Faubourg-Montmartre,. Son cousin germain le sculpteur Jean-Antoine Houdon est témoin de son mariage. Le 21 janvier 1794, elle donne naissance à une fille, Caroline.
Elle meurt le 22 avril 1795.

## Postérité
Son autoportrait est inclus dans Women Painters of the World qui donne un aperçu des femmes peintres les plus en vue jusqu'en 1905, date de publication de ce livre.